# Gaiki Siteńskie
Gaiki Siteńskie (ukr. Гайки-Ситенські, Hajky-Sytenśki) – wieś na Ukrainie, w obwodzie rówieńskim, w rejonie dubieńskim, w hromadzie Krupiec. W 2001 liczyła 490 mieszkańców, spośród których 486 wskazało jako ojczysty język ukraiński, a 4 rosyjski.
W okresie międzywojennym wieś znajdowała się w granicach II RP, wchodząc w skład gminy Krupiec w powiecie dubieńskim, w województwie wołyńskim.